# Asteroide tipo P
Asteroides do tipo P possuem um baixo albedo e um espectro electromagnético sem maiores distinções, de cor avermelhada. Foi sugerido que tais asterioides sejam ricos em silicatos, possivelmente possuindo água no estado sólido no interior. Tais asteroides são encontrados na partes externas do cinturão de asteroides e além.

## Taxonomia
Um sistema antigo de taxonomia de asteroides foi estabelecido em 1975, através da tese de doutorado de David J. Tholen, baseado nas observações de um grupo de 110 asteroides. A classificação "tipo U" foi usada como uma classe miscelânea para asteroides de espectros incomuns, que não enquadravam-se dentro dos asteroides tipo C e S. Em 1976, alguns dos asteroides do tipo U, de albedo moderado, foram reclassificados como sendo do tipo M.
Em 1981, um ramo do grupo M foi criado para planetas menores que possuíam um espectra igual ao do tipo M, mas com um albedo baixo, não atendendo aos critérios do tipo M. Este ramo foi chamado temporariamente de asteroides do "tipo X", e posteriormente, "tipo DM" (dark M, de "M escuro") ou PM (pseudo-M), antes de adquirirem sua classificação atual, onde "P" indica "pseudo-M".